# Pedres de Spirit Pond

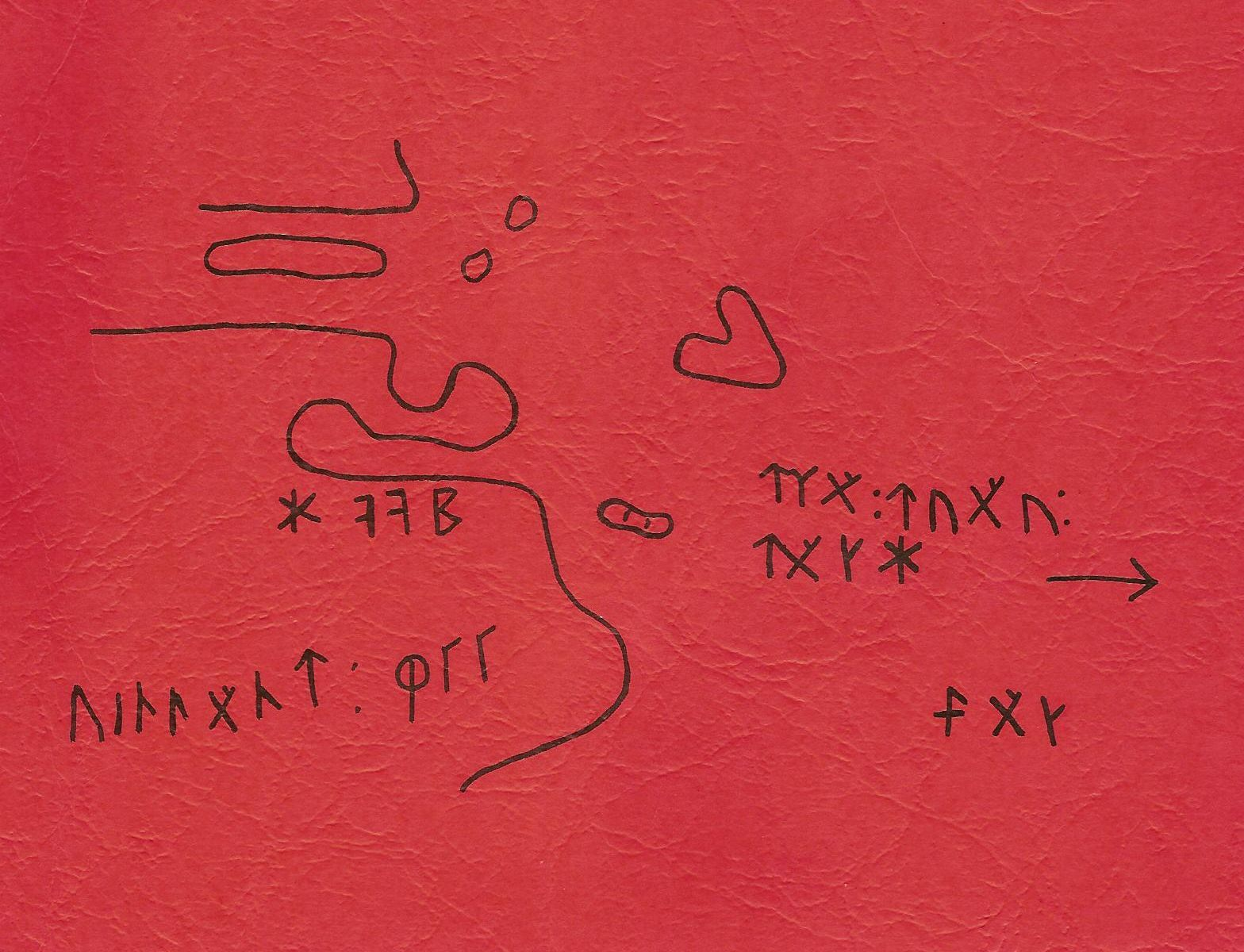
Inscripció a la pedra del mapa

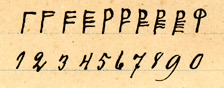
Notes d'Edward Larsson de 1885 mostrant l'ús de numerals "pentimal" per substituir els numerals aràbics.

Les pedres de Spirit Pond són tres pedres que es pensava que contenien inscripcions rúniques a Phippsburg (Maine) trobades en 1971 per Walter J. Elliott, Jr., un fuster nascut a Bath, Maine. Les pedres, allotjades habitualment al Museu Estatal de Maine, són àmpliament desacreditades com a falsificació o frau. Si fossin autèntiques, podrien ser una evidència més de contactes transoceànics precolombins i de la exploració nòrdica d'Amèrica.

## Interpretació i autenticitat
A diferència de les runes monumentals prehistòriques aixecades a Escandinàvia, les pedres de Maine són petits objectes de mà similars a l'autèntica pedra rúnica de Kingittorsuaq trobada a Groenlàndia en 1824.
De les tres pedres, una conté un total de 15 línies de 'text' en dues cares. La pedra del mapa conté un mapa amb algunes inscripcions. Paul H. Chapman proposa que el mapa mostra el paisatge visible des de la muntanya White Mountain, de 328 m, el punt més alt de la propera zona de Spirit Pont o de la punta septentrional de Terranova.
Les inscripcions contenen diverses instàncies de l'ús de numerals pentàdics en lloc de numeració aràbiga. El primer a estudiar les pedres científicament va ser el professor de la Universitat Harvard, Einar Haugen. En 1974 després de la seva transcripció, va trobar que les runas individuals solien ser incompatibles amb el nòrdic antic del segle xi, i que el text només conté "unes poques paraules nòrdiques en un mar de ximpleries sense sentit". També va assenyalar peculiaritats relacionades amb les inscripcions directament a la inscripció de la pedra de Kensington. Així, va concloure que les inscripcions van ser creades després de 1932.
Els investigadors afeccionats han estat més simpatitzants amb l'origen medieval de les pedres. Suzanne Carlson de NEARA, un grup d'aficionats que creu que hi havia una presència vikinga generalitzada a Amèrica del Nord, suggereix una data de mitjan segle xiv per a les inscripcions, encara que no queda clar com Carlson va arribar a aquesta data. De la mateixa manera, l'aficionat rúnic Richard Nielsen afirma una data precisa del 1401.